# Осипян, Ольга Рантиковна
Ольга Рантиковна Осипян (арм. Օլգա Օսիպյան; 2 сентября 1995) — армянская футболистка, нападающая. Выступает за сборную Армении и украинский клуб «Восход» (Старая Маячка).

## Биография
В 2014 году выступала в России за клуб «Мордовочка» (Саранск). Дебютный матч в высшей лиге России сыграла 13 апреля 1994 года против клуба «Рязань-ВДВ», заменив на 82-й минуте Анастасию Хаванскую. Всего в составе российского клуба сыграла 3 матча в высшей лиге, во всех выходила на замену.
В 2015—2018 годах играла за казахстанский клуб «Кокше»/«Окжетпес». Становилась серебряным (2017, 2018) и бронзовым (2015) призёром национального чемпионата, финалисткой Кубка Казахстана (2015). В своём первом сезоне, в 2015 году, провела 13 матчей и забила 5 голов в высшей лиге Казахстана. В 2017 году заняла третье место в споре бомбардиров чемпионата с 13 голами. В 2018 году признана лучшей нападающей чемпионата.
Весной 2019 года перешла в украинский клуб «Восход» (Старая Маячка). Дебютный матч в чемпионате Украины сыграла 14 апреля 2019 года против клуба «Ладомир» (Владимир-Волынский) и в этой же игре забила свой первый гол, реализовав пенальти. Всего в весенней части сезона 2018/19 сыграла 7 матчей, забила 4 гола и стала бронзовым призёром чемпионата.
Выступала за молодёжную и юношескую сборные Армении. В 2011—2012 годах провела 8 матчей за национальную сборную Армении в отборочном турнире чемпионата Европы-2013, затем много лет сборная не созывалась. После воссоздания команды в марте 2020 года продолжила выступления.